# Threnosia agraphes
Threnosia agraphes là một loài bướm đêm thuộc phân họ Arctiinae, họ Erebidae.